# ژوزف تی. ولز
ژوزف تی ولز (۱۹۴۵، دانکن، اوکلاهوما) بنیان‌گذار و رئیس هیئت مدیره انجمن بازرسان تقلب گواهی‌شده (ACFE)، استاد تمام «بازرسی تقلب» دانشکده تحصیلات تکمیلی بازرگانی دانشگاه تگزاس-آستین، حسابدار عمومی گواهی‌شده (CPA)، و بازرس تقلب گواهی‌شده (CFE) است.

## زندگی‌نامه
خانواده و کودکی نابهنجار
در ۱۹۴۵ در دانکن، اوکلاهوما زاده شد. فرزند طلاق و از پدری الکلی بود. کودکی و نوجوانی پراختلالی داشت. تا اینکه یکی از آموزگارانش در سال سوم دبیرستان، به نام بیل دین، به وی کمک کرد تا این شرایط بحرانی را پشت سر بگذارد و به موفقیت در آینده بیندیشد.
خدمت در ارتش
پس از دبیرستان به ارتش آمریکا رفت و پیش از این که ۲۱ساله شود، نصف دنیا را دیده بود. در مصاحبه‌ای دربارهٔ آن دوران می‌گوید:
«من یاد گرفتم، در یونیفرم ارتش، هیچ کسی نمی‌داند شما پول‌دار هستید یا فقیر؛ و شما تقریبا همیشه بر مبنای دست‌آوردهای‌تان قضاوت می‌شوید – نه بر مبنای دودمان‌تان. هم‌چنین، محدوده‌ بسته‌ یک کشتی به‌ترین راه است برای این که یاد بگیرید چگونه با دیگران همراه باشید. اگر شما در دریا برای خودتان دشمن درست کنید، هر روز آنان را می‌بینید؛ و هیچ راه فراری هم نیست.»
تحصیلات دانشگاهی
در ۲۴سالگی با استفاده از مزایای قانون «جی. آی بیل» (GI Bill) به کالج بازرگانی دانشگاه اوکلاهوما رفت. اول می‌خواست ستاره‌شناس شود. ولی با ریاضیات محض مشکل داشت. به همین دلیل، به حسابداری تغییر رشته داد، زیرا فرصت‌های شغلی آن زیاد بود و به تازه‌کارها هم خوب حقوق می‌دادند.
حسابداری عمومی و کارآگاهی فدرال
پس از دانش‌آموختگی از دانشگاه اوکلاهوما با درجه دکتری و دو سال فعالیت حرفه‌ای به عنوان حسابدار عمومی گواهی‌شده در موسسه کوپرز اند لیبرند (پرایس واتر هاوس کوپرز فعلی)، به عنوان «دستیار مامور ویژه» (ASAC) در اف‌بی‌آی (FBI) استخدام شد و ده سال در آن‌جا کار کرد. وی در این مدت، صدها مورد تقلب را کارآگاهی کرد که از آن جمله می‌توان رسوایی تاریخی واترگیت را نام برد.
کارآگاهی خصوصی
ولز در ۱۹۸۲ از کار دولتی استعفا داد و مؤسسه کارآگاهی خصوصی «ولز اند اسوشیئیتز» (ولز و شرکاء) را راه انداخت. در این مؤسسه جمعی از جرم‌شناسان چیره‌دست پیش‌گیری و کشف تقلب تحت رهبری او گرد هم آمدند.
راه‌اندازی انجمن بازرسان تقلب گواهی‌شده (ACFE)
سرانجام، شش سال پس از آن در ۱۹۸۸ انجمن بازرسان تقلب گواهی‌شده (ACFE) را بنیان نهاد. وی نخستین و تنها رئیس هیئت مدیره این انجمن طی ۲۵ سال گذشته بوده‌است.
تدریس بازرسی تقلب در دانشگاه تگزاس-آستین
پروفسور ژوزف تی. ولز به عنوان «استاد بازرسی تقلب» در دانشکده تحصیلات تکمیلی بازرگانی دانشگاه تگزاس در آستین تدریس می‌کند. به همین دلیل، انجمن حسابداری آمریکا در ۲۰۰۲ وی را «نوآور آموزش حسابداری سال» نامید.